# Metamorfovaná hornina

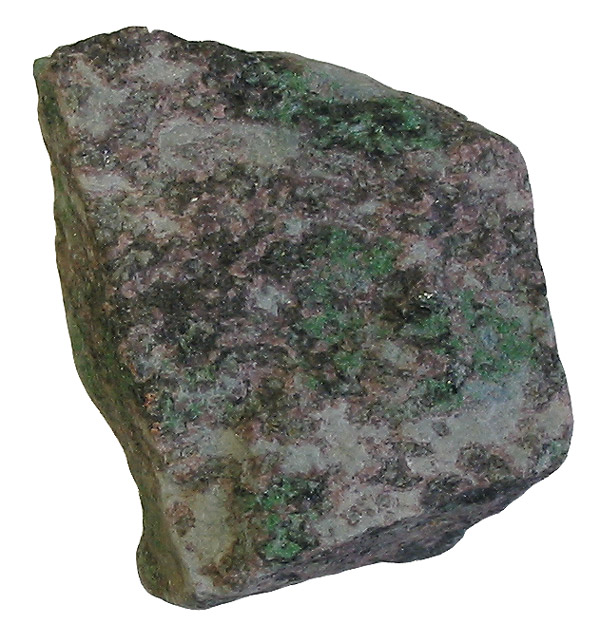
Metamorfovaná hornina – eklogit

Metamorfované (přeměněné) horniny vznikají ze všech druhů hornin v důsledku vysokých teplot, tlaků a chemickému prostředí, kterým jsou horniny v zemské kůře vystaveny. Stavba hornin se přizpůsobuje novým podmínkám, které jsou odlišné od podmínek, za kterých vznikaly. Výsledný stupeň přeměny závisí na délce působení a velikosti těchto činitelů.
Podle příčiny rozeznáváme tyto hlavní způsoby přeměny hornin v kontinentální litosféře:
- dynamickou (tlakovou) metamorfózu
- kontaktní (dotykovou) metamorfózu
- šokovou metamorfózu
- regionální (oblastní) metamorfózu

Pro určení stupně metamorfózy se využívá nejčastěji metamorfních izográd a nebo metamorfních facií.

## Dynamická metamorfóza

Zjednodušené schéma představující metamorfní reakci. Jednotlivé minerály znázorněny zkratkami i barvami představují kompletní schéma reakce (žádné další minerály nevznikají). Znázorněná reakce probíhá při přechodu z amfibolitové do faze zelených břidlic. Zkratky minerálů: act = aktinolit; chl = chlorid; ep = epidot; gt = granát; HBL = hornblend; plag = plagiokls. Dva minerály z horniny se reakce neúčastní, může to být například K-živec a křemen.

Tento typ metamorfózy postihuje horniny v oblastech zlomů zemské kůry nebo při vzniku příkrovových pohoří, kdy dochází vlivem tlaku a posunů zemské kůry k rozdrcení (kataklázi) hornin na malé úlomky nebo až na prach. Časem pak dojde k jejich opětovnému zpevnění. Takto vzniklé horniny se souhrnně označují jako kataklazické. Na takových místech, jako je např. zlom San Andreas v Kalifornii nebo Velký alpský zlom na Novém Zélandu, dosahují pásma drcených hornin šířky několika kilometrů.
Příklady dynamicky metamorfovaných hornin:
- Tektonická brekcie je přeměněná hornina, ve které jsou větší, ostrohranné úlomky původní horniny (tzv. protolitu) zpevněny tmelem a je výsledkem nízkého stupně metamorfózy. V úlomcích je zachována stavba původní horniny. Další možné názvy jsou protomylonit, kataklazit nebo kakirit.
- Mylonit je jemnozrnná kompaktní hornina. Zrna jsou tak malá, že z nich není možné zjistit stavbu původní horniny. Tato hornina je výsledkem středního stupně metamorfózy. Blastomylonit vzniká rekrystalizací mylonitu.
- Ultramylonit je výsledkem vysokého stupně přeměny. Jsou to homogenní horniny s náznaky paralelní stavby.

## Kontaktní metamorfóza
Působením žhavého magmatu na starší horniny vznikají kontaktně metamorfované horniny. Vedle vysokých teplot a tlaků zde působí také plyny a páry, které se z magmatu uvolňují a obohacují okolní horniny o nové prvky. Okolo magmatického tělesa se tak vytváří oblast přeměněných hornin, která se nazývá kontaktní dvůr nebo také kontaktní aureola. Doba, po kterou způsobuje magmatické těleso přeměnu okolní horniny závisí (kromě mnoha dalších okolností) na jeho průměru (šířce). Udává se, že u tělesa o průměru 1 m to jsou 3 dny, při průměru 100 m to je 100 let a při 1000 m již 10 000 let. Pro ilustraci: středočeský pluton má rozměry přibližně 146 × 30 km a jeho kontaktní dvůr má nejčastěji šířku 300 až 500 m.
Příklady kontaktně metamorfovaných hornin:
- kontaktní břidlice
- porcelanit
- kontaktní rohovec

## Šoková metamorfóza
Šoková metamorfóza vzniká náhlým zvýšením teplot a tlaků. Příčinou může být např. úder blesku, hoření uhelných slojí nebo dopad velkého meteoritu. Tento druh přeměny se někdy řadí do kontaktní metamorfózy.
Příklady šokově metamorfovaných hornin:
- fulgurit (bleskovec) – hornina vzniklá přetavením a zesklovatěním po úderu blesku. Teplota při přeměně může dosáhnout až 20 000 K.
- karbonit (přírodní koks) – vzniká přírodním vypálením uhelných slojí (nebo kontaktem uhlí s magmatem).
- porcelanit – vzniká tzv. vypalovací metamorfózou z jílovitých břidlic při vypálení uhelných slojí.

## Regionální metamorfóza
Regionální metamorfóza postihuje horniny na rozsáhlých územích (stovky až tisíce km²). Vlivem teploty, všesměrného (geostatického) tlaku způsobeného tíhou nadložních hornin nebo jednosměrným horotvorným tlakem vznikají nejčastěji horniny nazývané krystalické břidlice. Nerosty původních hornin překrystalovaly a uspořádaly se ve směru působícího tlaku. Vzniklé horniny mají většinou plošně paralelní stavbu. To znamená, že šupinkovité, tabulkovité nebo sloupečkovité minerály jsou uspořádány do paralelních (rovnoběžných) ploch. Jiné názvy pro tuto stavbu jsou břidličnatost a foliace. Přeměna byla často umocněna pronikáním par a roztoků z magmatu nacházejícího se v hlubších vrstvách litosféry.
Příklady regionálně metamorfovaných hornin:
- parabřidlice – souhrnné označení pro krystalické břidlice vzniklé přeměnou usazených hornin (jílové a písčitojílovité břidlice). Podle stupně přeměny rozlišujeme:
  - fylit – nízký stupeň přeměny.
  - svor – střední stupeň přeměny.
  - pararula – vysoký stupeň přeměny.
- ortobřidlice – krystalické břidlice vzniklé přeměnou vyvřelých hornin (žula, syenit).
  - ortorula – vysoký stupeň přeměny
- migmatit – výrazně páskovaná hornina
- mramor (krystalický vápenec) – z vápence ve všech stupních přeměny
- grafitová ložiska – přeměnou uhelných slojí